# Mà de justícia

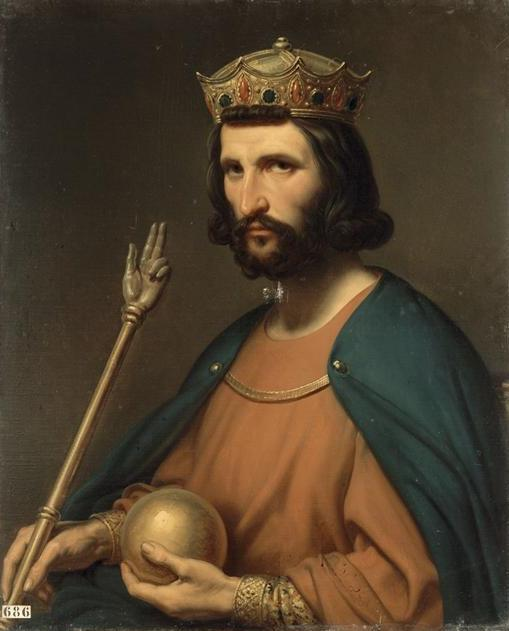
Retrat reial amb la mà de justícia

La mà de justícia és un ceptre que acaba en una mà i que simbolitza el poder a França des del segle xiii, probablement usada abans per la dinastia dels Capet. La mà mostra tres dits estesos i dos doblegats, els tres primers essent un signe de la Santíssima Trinitat que auxilia els reis en l'exercici de les seves funcions. Existeix una polèmica sobre els primers monarques que la van emprar, ja que les il·lustracions antigues no mostren amb claredat el ceptre i alguns dels retrats d'aquests primers reis són posteriors. Molts retrats mostren el rei que porta la corana, la mà de justícia agafada amb una mà i amb l'altre el globus imperial per reforçar la pertinença a la dinastia carolíngia. El gest de la mà elevada s'assembla al de la benedicció que apareix per exemple al Pantocràtor però la seva ubicació al ceptre diferencia les dues funcions, ja que la vara està pensada per caure sobre els súbdits.